# Mauritz Stiller
Mauritz Stiller (Helsinki, 17 de julio de 1883 - Estocolmo, 18 de noviembre de 1928) fue un director de cine, actor y guionista sueco. Junto a Victor Sjöström, es el director más importante de cine mudo sueco, aunque desarrolló el final de su carrera en Hollywood. Stiller cultivó todos los géneros cinematográficos, desde la comedia hasta el drama épico. 
El estilo de Stiller se caracterizaba por su elegancia, el gusto por la experimentación y su gran capacidad para dirigir actores (y, especialmente, actrices). Fue el descubridor y mentor de Greta Garbo, cuya carrera impulsó en Estados Unidos.

## Juventud
Nació en Finlandia, en el seno de una familia judía de origen ruso-polaco. Su nombre de nacimiento era Moshe Stiller. A los cuatro años de edad su madre se suicidó y Stiller fue criado por unos amigos de la familia. Desde muy joven, Stiller mostró afición por la actuación y pronto comenzó a actuar en teatros de Helsinki y Turku.
Fue llamado a filas para incorporarse al ejército del zar Nicolás II (Finlandia era un Gran Ducado dependiente de Rusia). Stiller se exilió y se instaló en Suecia.

## Carrera

### Suecia

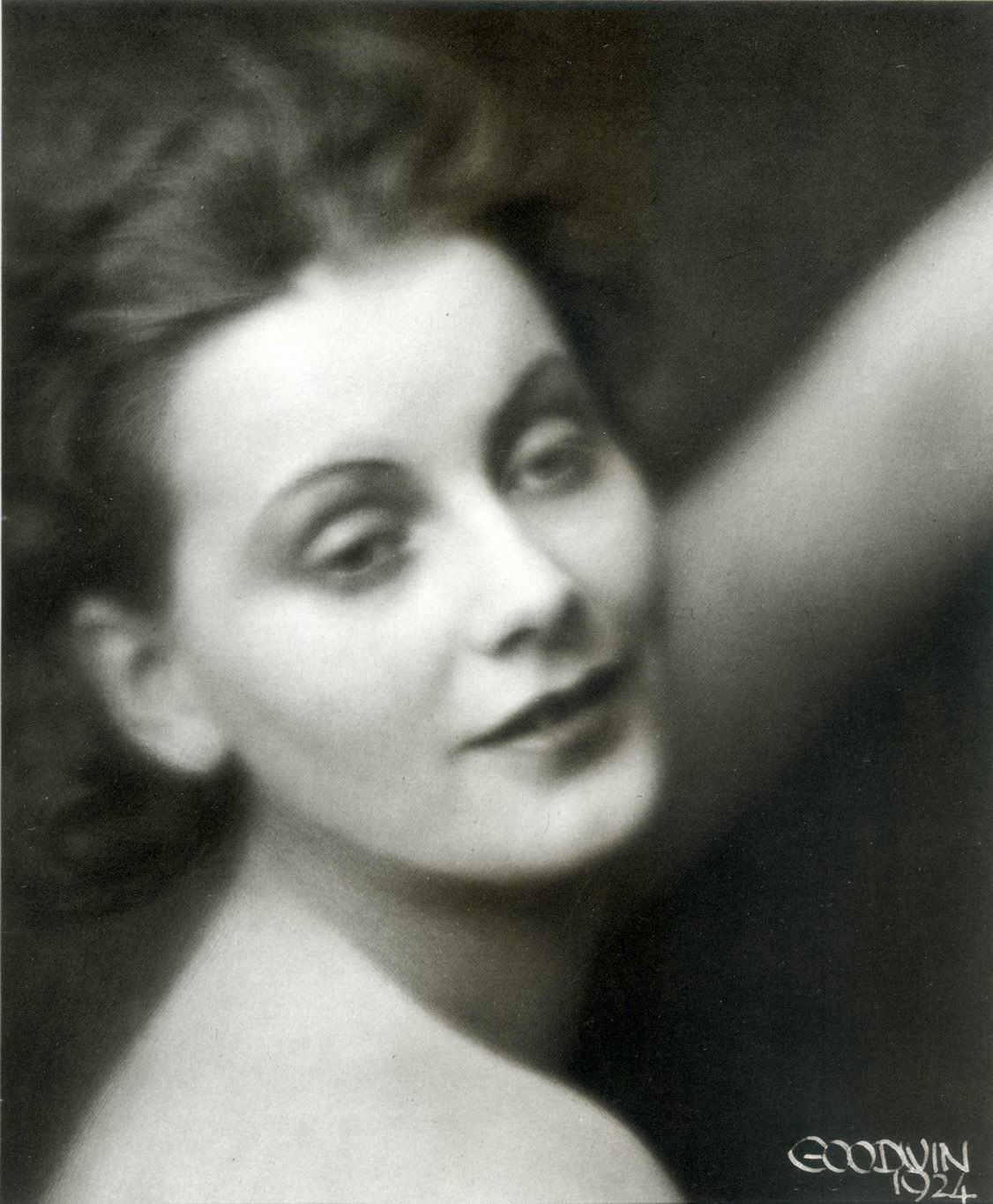
Greta Garbo en 1924. La actriz fue descubierta y protegida por Stiller.

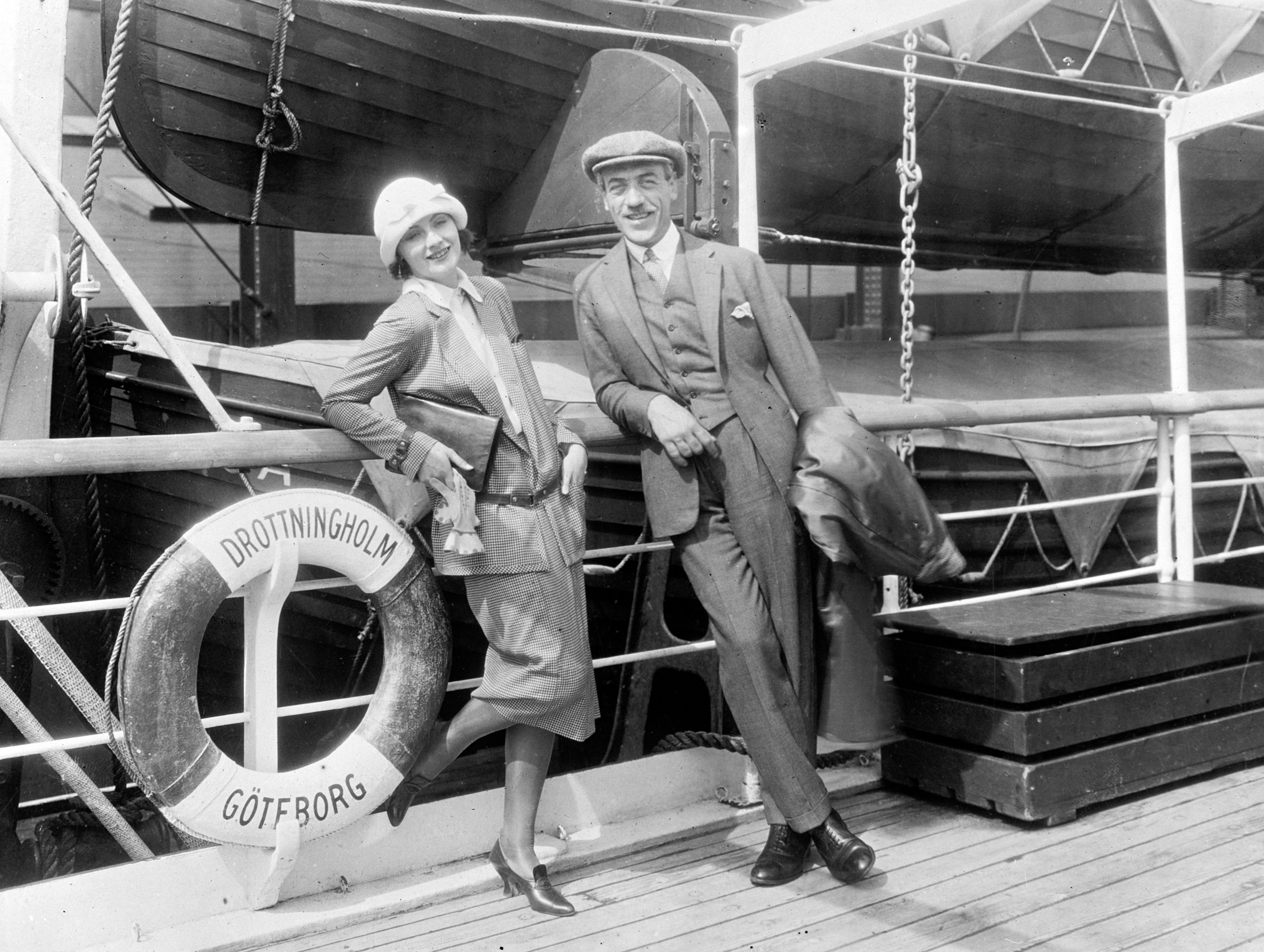
Greta Garbo y Maurice Stiller a bordo del trasatlántico SS Drottningholm, camino de los Estados Unidos (1925).

En 1912 Stiller ya se había implicado en el floreciente desarrollo del cine mudo en Suecia. Comenzó escribiendo guiones y también actuando y dirigiendo cortometrajes, como Den tyranniske fästmannen (1912, escrito y dirigido por Stiller, basado en la obra teatral Bakom Kuopio de Gustaf von Numers), Mor och dotter (1912, con guion, dirección y actuación de Stiller) o De svarta maskerna (1912, película escrita y dirigida por Stiller, en la que actuaba Victor Sjöström). Pocos años después, Stiller abandonó del todo su carrera como actor para dedicarse a la escritura y la dirección. Pronto dirigió largometrajes. En 1916 estrenó Vingarne (Las alas), quizá la primera película de la historia con un argumento relativo a la homosexualidad. La película adapta la novela Mikaël de Herman Bang. De todo su metraje, sólo se conserva media hora (posteriormente, Carl Theodor Dreyer rodará una nueva versión de esta novela). 
Stiller tuvo un gran éxito en 1918 con Thomas Graals bästa barn (El primer niño de Thomas Graal), película protagonizada por Victor Sjöström. Otra película importante fue Herr Arnes pengar (El tesoro de Arne), película de 1919 en la que adaptaba una novela homónima de Selma Lagerlöf y con la que Stiller se consolidó como una de las estrellas del cine mudo sueco. En su película de 1920 Erotikon cambió por completo de registro y rodó una comedia de enredo cuya ligereza y sofisticación prefiguran las de Ernst Lubitsch. En 1924 rodó Gösta Berlings saga (La saga de Gösta Berling), película basada nuevamente en una novela de Selma Lagerlöf. Estaba protagonizada por Lars Hanson y Gerda Lundequist. Stiller concedió un importante papel secundario a una joven y desconocida actriz del Kungliga Dramatiska Teatern or Dramaten (el Real Teatro Dramático de Estocolmo) llamada Greta Gustafsson, que recibirá de Stiller el nombre artístico de Greta Garbo. Stiller quedó fascinado con la presencia escénica de esta actriz y decidió protegerla. Cuando Louis B. Mayer le propuso a Stiller rodar en Hollywood, este se llevó consigo a Greta Garbo, con la que el director mantenía una relación sentimental (con todo, era conocida la homosexualidad de Stiller).

### Estados Unidos
En Hollywood, Mauritz Stiller trató por todos los medios de promocionar a Greta Garbo, pese a que los productores norteamericanos desconfiaban de la actriz. Consiguió para ella el papel protagonista de El torrente (1926), basada en la novela Entre naranjos de Vicente Blasco Ibáñez. La película fue dirigida por Monta Bell y el personaje protagonista masculino estuvo interpretado por Ricardo Cortez. La película tuvo buenas críticas y fue un éxito de público. Pese a esto, Greta Garbo no seguía siendo del agrado de los productores de la MGM.

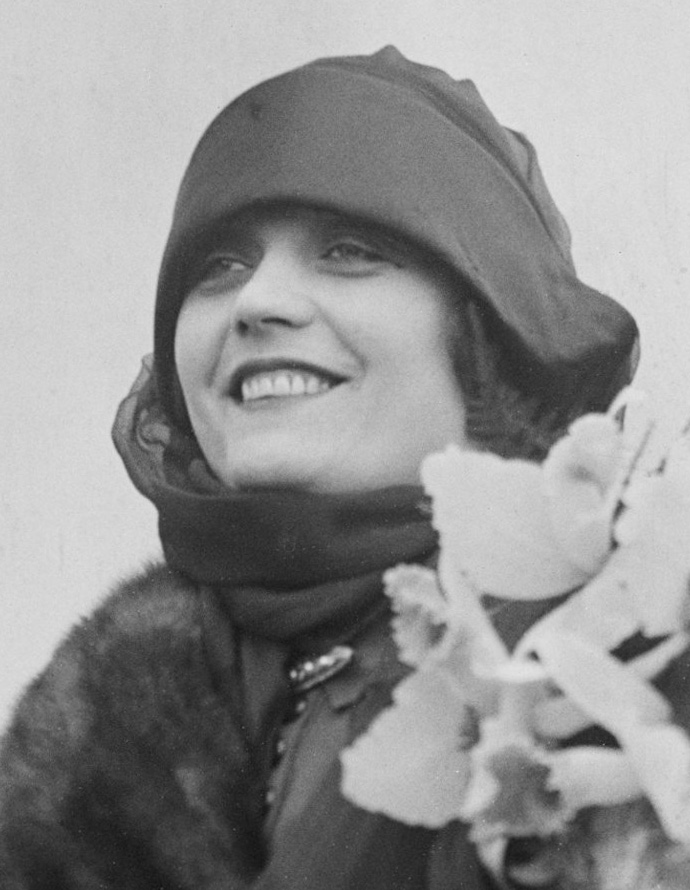
Pola Negri protagonizó dos películas dirigidas por Stiller.

A Stiller le encargaron una nueva adaptación de una obra de Blasco Ibáñez, en este caso La tierra de todos, para la que contó con Greta Garbo para el papel protagonista. Los desencuentros entre Stiller y los productores hicieron que Stiller fuera apartado del proyecto que, finalmente, quedó en manos del director Fred Niblo. La película se tituló The Temptress (1926) y, aparte de Garbo, actuaron en ella Antonio Moreno, Lionel Barrymore y Roy D'Arcy. A partir de este momento, las carreras de Stiller y Greta Garbo se separaron.
Tras su despido de la Metro, Stiller fue contratado por la Famous Players-Lasky Corporation, con la que rodó tres películas. De nuevo, su enfrentamiento con los productores motivó su despido cuando estaba rodando la cuarta. Las películas de este periodo fueron Hotel Imperial, The Woman on Trial (ambas estrenadas en 1927 y protagonizadas por Pola Negri) y Street of Sin (1928), con Emil Jannings y Fay Wray.

## Últimos años
Mauritz Stiller regresó a Suecia en 1927 y ya no volvió a dirigir más. Murió de pleuritis un año después, a los 45 años de edad. Está enterrado en el Cementerio del Norte (Norra begravningsplatsen), cerca de Estocolmo.

## Filmografía
| Año  | Película                                       | Acreditado como | Acreditado como | Acreditado como | Acreditado como            |
| Año  | Película                                       | Director        | Guionista       | Actor           | Papel                      |
| ---- | ---------------------------------------------- | --------------- | --------------- | --------------- | -------------------------- |
| 1912 | Trädgårdsmästaren                              |                 | Sí              | Sí              | Pasajero                   |
| 1912 | Mor och dotter                                 | Sí              | Sí              | Sí              | Raoul de Saligny           |
| 1912 | I lifvets vår                                  |                 |                 | Sí              | von Plæin                  |
| 1912 | Den tyranniske fästmannen                      | Sí              | Sí              | Sí              | Elias Pettersson           |
| 1912 | De svarta maskerna                             | Sí              | Sí              |                 |                            |
| 1913 | Vampyren                                       | Sí              | Sí              |                 |                            |
| 1913 | På livets ödesvägar                            | Sí              |                 |                 |                            |
| 1913 | När larmklockan ljuder                         | Sí              |                 |                 |                            |
| 1913 | När kärleken dödar                             | Sí              | Sí              |                 |                            |
| 1913 | Mannekängen                                    | Sí              | Sí              |                 |                            |
| 1913 | Livets konflikter                              | Sí              |                 |                 |                            |
| 1913 | Gränsfolken                                    | Sí              |                 |                 |                            |
| 1913 | En pojke i livets strid                        | Sí              |                 |                 |                            |
| 1913 | Den okända                                     | Sí              | Sí              |                 |                            |
| 1913 | Den moderna suffragetten                       | Sí              | Sí              |                 |                            |
| 1913 | Barnet                                         | Sí              |                 |                 |                            |
| 1914 | Stormfågeln                                    | Sí              |                 |                 |                            |
| 1914 | Skottet                                        | Sí              |                 |                 |                            |
| 1914 | När svärmor regerar                            | Sí              | Sí              | Sí              | Elias                      |
| 1914 | Kammarjunkaren                                 |                 | Sí              |                 |                            |
| 1914 | För sin kärleks skull                          | Sí              | Sí              |                 |                            |
| 1914 | Det röda tornet                                | Sí              | Sí              |                 |                            |
| 1914 | Bröderna                                       | Sí              | Sí              |                 |                            |
| 1915 | När konstnärer älska                           | Sí              |                 |                 |                            |
| 1915 | Minlotsen                                      | Sí              |                 |                 |                            |
| 1915 | Mästertjuven                                   | Sí              |                 |                 |                            |
| 1915 | Madame de Thèbes                               | Sí              |                 |                 |                            |
| 1915 | Lekkamraterna                                  | Sí              | Sí              |                 |                            |
| 1915 | Hans hustrus förflutna                         | Sí              |                 |                 |                            |
| 1915 | Hans bröllopsnatt                              | Sí              |                 |                 |                            |
| 1915 | Hämnaren                                       | Sí              |                 |                 |                            |
| 1915 | Dolken                                         | Sí              |                 |                 |                            |
| 1916 | Vingarne                                       | Sí              | Sí              | Sí              | Director de cine           |
| 1916 | Lyckonålen                                     | Sí              |                 |                 |                            |
| 1916 | Kärlek och journalistik                        | Sí              |                 |                 |                            |
| 1916 | Kampen om hans hjärta                          | Sí              |                 |                 |                            |
| 1916 | Balettprimadonnan                              | Sí              |                 |                 |                            |
| 1917 | Thomas Graals bästa film                       | Sí              |                 |                 |                            |
| 1917 | Alexander den store                            | Sí              |                 |                 |                            |
| 1918 | Thomas Graals bästa barn                       | Sí              |                 |                 |                            |
| 1919 | Laulu tulipunaisesta kukasta                   | Sí              | Sí              |                 |                            |
| 1919 | El tesoro de Arne (Herr Arnes pengar)          | Sí              | Sí              |                 |                            |
| 1920 | Fiskebyn                                       | Sí              |                 |                 |                            |
| 1920 | Erotikon                                       | Sí              |                 |                 |                            |
| 1921 | Johan                                          | Sí              | Sí              |                 |                            |
| 1921 | De landsflyktige                               | Sí              | Sí              |                 |                            |
| 1923 | La saga de Gunnar Hede (Gunnar Hedes saga)     | Sí              | Sí              |                 |                            |
| 1924 | La saga de Gösta Berling (Gösta Berlings saga) | Sí              | Sí              |                 |                            |
| 1926 | La tierra de todos (The Temptress)             | Sí              |                 |                 | reemplazado por Fred Niblo |
| 1927 | The Woman on Trial                             | Sí              |                 |                 |                            |
| 1927 | Hotel Imperial                                 | Sí              |                 |                 |                            |
| 1927 | Las eternas pasiones (Barbed Wire)             | Sí              |                 |                 |                            |
| 1928 | La calle del pecado (Street of Sin)            | Sí              |                 |                 |                            |

## Reconocimientos
Una estrella recuerda a Stiller en el Paseo de la Fama de Hollywood, a la altura del n.º 1713 de Vine Street. En Kristianstad se erigió una estatua en su honor.